# All That I Need
All That I Need è una canzone del gruppo musicale irlandese Boyzone pubblicata nel 1998 come quarto singolo estratto dall'album Where We Belong. Prodotto da Evan Rogers e Carl Sturken, raggiunse la vetta delle classifiche in Regno Unito e Irlanda.

## Tracce
1. All That I Need (7" Edit) – 3:42
2. All That I Need (Piz Danuk Mix) – 7:02
3. All That I Need (Trouser Enthusiasts Darkest Day Dub No Sex Mix Edit) – 9:00

## Classifiche
| Classifiche (1998) | Posizione più alta |
| ------------------ | ------------------ |
| Regno Unito        | 1                  |
| Irlanda            | 1                  |
| Svizzera           | 36                 |
| Francia            | 91                 |
| Paesi Bassi        | 38                 |
| Belgio             | 49                 |
| Svezia             | 7                  |